# Hồi chè
Hồi chè (danh pháp: Illicium ternstroemioides) là một loài thực vật có hoa trong họ Schisandraceae. Loài này được A.C. Sm. miêu tả khoa học đầu tiên năm 1947.